# Paul Naster
Paul Naster est un numismate, philologue, archéologue et historien de l’art belge, né à Louvain le 19 décembre 1913 et mort à Louvain le 22 juin 1998.

## Carrière scientifique et académique
Après des études secondaires à l’athénée de sa ville natale, Paul Naster poursuit son cursus à l’Université catholique de Louvain, où il obtient une licence en philologie classique, en archéologie et histoire de l’art, et un diplôme de candidat en histoire de l’Antiquité. Il y est également initié à la numismatique par Marcel Hoc. En 1938, muni d’un doctorat en philologie et histoire orientales, il se rend à Prague pour y suivre les cours de langues sémitiques à l’Université Charles IV. Les prémices du second conflit mondial l’obligent cependant à rentrer au pays. 
Il entre à la Bibliothèque Albert Ier en 1939, juste avant d’être mobilisé et de participer, comme sous-officier, à la campagne des dix-huit jours. En 1942, il est nommé conservateur-adjoint au Cabinet des Médailles de la Bibliothèque, où il retrouve Marcel Hoc. Les collections du Cabinet lui donnent l’occasion de parfaire ses connaissances de numismate ; il commence à publier régulièrement dans ce domaine, s’intéressant à toutes les périodes de l’histoire monétaire. Il se lie également d’amitié avec le numismate français Colbert de Beaulieu. 
À partir de 1941, il entame aussi une carrière académique à l’Université catholique de Louvain, où sa charge d’enseignement, reflétant ses intérêts éclectiques, s’étoffe graduellement, pour inclure notamment la philologie orientale, l'archéologie et l'histoire de l'art du Moyen-Orient ancien et de la Grèce antique, la numismatique et l'économie. Il sera, avec Franz de Ruyt et Jacques Lavalleye, l’un des artisans de la création graduelle de l’institut d’archéologie et d’histoire de l’art de Louvain, où il enseigne, dans un premier temps, à la fois en français et en néerlandais. 
De 1949 à 1982, il est l’un des directeurs de la Revue belge de Numismatique, et de 1961 à 1967, il préside la Société royale de numismatique de Belgique. En 1966, à l’occasion du 125e anniversaire de cette Société, il est le premier président à faire usage du néerlandais, sa langue maternelle, lors d’une séance. La même année, il dirige le séminaire d'été organisé par l'American Numismatic Society à l'université Columbia de New York. 
Lors de la scission de l’Université de Louvain en deux ailes linguistiques, à la fin des années 1960, il choisit sa communauté linguistique d’origine, et enseigne dorénavant uniquement en néerlandais à la Katholieke Universiteit Leuven, jusqu’à son éméritat en 1983, tout en gardant des relations très cordiales avec ses ex-collègues francophones.

## Apport à la numismatique
Dès ses premiers articles, Paul Naster s’est particulièrement intéressé aux aspects techniques de la frappe monétaire, notamment les études de coins et la métrologie. Même s’il a publié dans des domaines très divers (numismatique celtique, Proche et Moyen-Orient, période carolingienne, trésors des XVe et XVIe siècles), sa période de prédilection restera l’Antiquité grecque. Son ouvrage numismatique le plus connu est son catalogue des monnaies grecques de la collection Lucien de Hirsch, qui paraît en 1959. Il a été membre de la Commission internationale de numismatique et présidé à ce titre, de 1971 à 1986, la commission pour la publication de la Sylloge Nummorum Graecorum . 

## Philologie et archéologie orientalistes
Dans les autres domaines de son activité scientifique, c’est surtout comme spécialiste du Proche et Moyen-Orient que Paul Naster, assyriologue de formation, s’est distingué. Comme philologue, il a étudié les tablettes cunéiformes, le texte de Gilgamesh, le code d'Hammurabi, les annales des rois assyriens, et les documents araméens d'Éléphantine. Comme archéologue, il a participé aux fouilles belges d’Apamée de Syrie et a joué un rôle prépondérant, en tant que président-fondateur du Comité belge des Fouilles en Jordanie, dans l’organisation des fouilles du site nabatéen d’El Lehun, y dirigeant plusieurs campagnes à partir de 1979. Il a aussi été membre-fondateur de l'« Association assyriologique Georges Dossin » et du « Comité belge pour l'histoire, l'épigraphie et l'archéologie de Mésopotamie ».

## Principales distinctions honorifiques et scientifiques
- Croix de guerre avec foudre et palmes;

- Chevalier de l’ordre de Léopold II;

- Jeton de vermeil de la société française de numismatique;

- médaillé de la Royal Numismatic Society (Royaume-Uni).

## Principaux ouvrages
- L'Asie Mineure et l'Assyrie aux VIIIe et VIIe siècles av. J.-C, d'après les Annales des rois assyriens. Louvain, 1938.

- La Collection Lucien de Hirsch. Catalogue des monnaies grecques. Bruxelles, 1959.

- Scripta Nummaria. Contributions à la méthodologie numismatique. Louvain-la-Neuve / Bruxelles, 1983.